# Semetín
Semetín je vesnice, součást města Vsetín ve Zlínském kraji. Tvoří jednu ze základních sídelních jednotek města. Nachází se asi 3 km na severozápad od Vsetína. V roce 2009 zde bylo evidováno 217 adres. Trvale zde žije 445 obyvatel.
Semetín leží v katastrálním území Vsetín.

## Název
Jméno osady bylo odvozeno od osobního jména Semeta, jehož starší podoba Semata byla domáckou podobou některého jména začínajícího na Sěm(i)-, např. Sěmtěch, Sěmislav. Význam místního jména byl "Semetův majetek".

## Dějiny
Před 1949 byl Semetín část obce Ratiboře. Od roku 1950 byl Semetín veden jako evidenční část obce, k 26. červnu 2012 ale byl tento status zrušen.